# Lac de la Madone

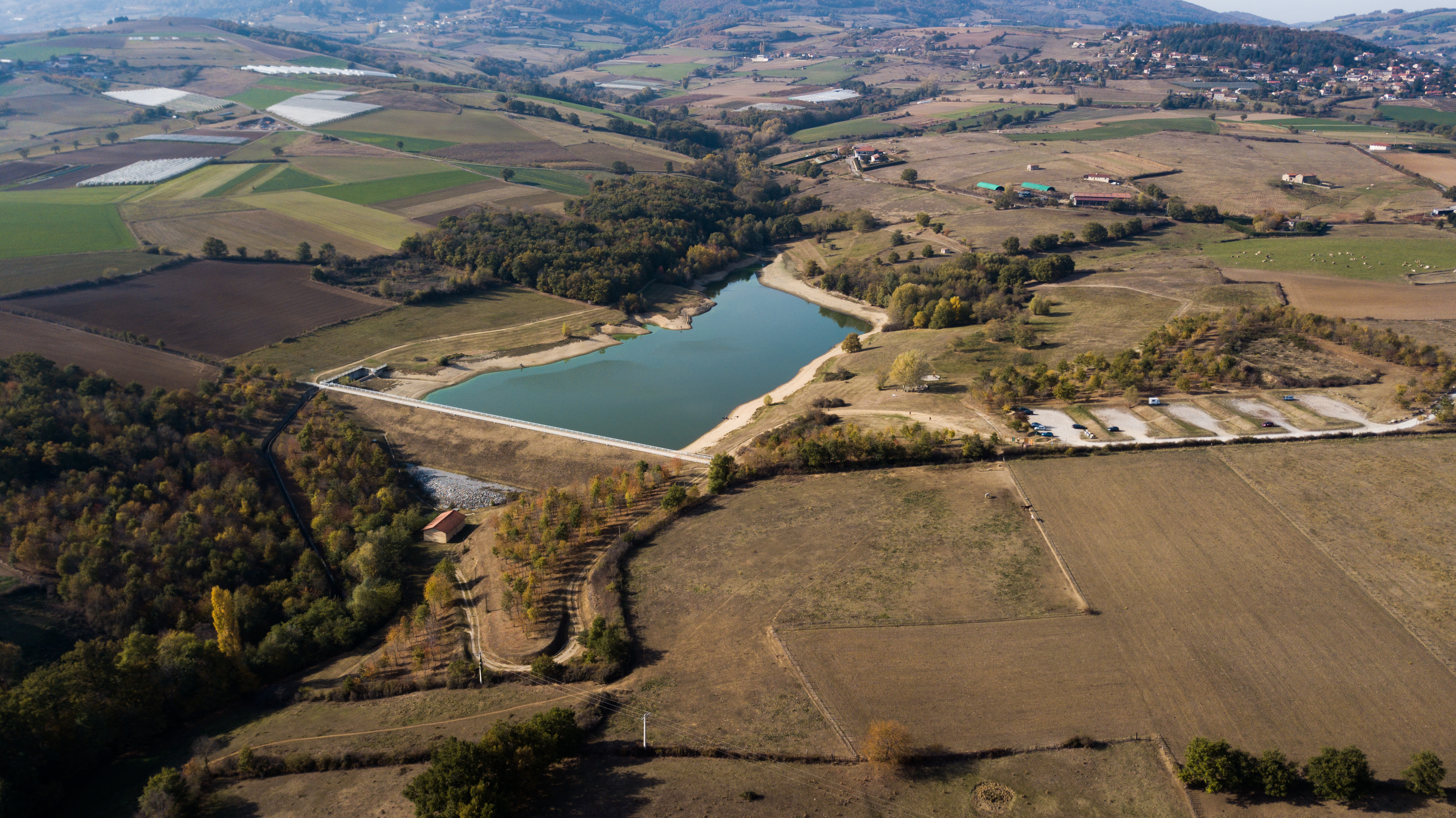
Photo aérienne prise depuis un drone en 2017

Le lac de la Madone est un lac situé à Mornant, dans le Rhône.